# Refuge de Vénasque
Das Refuge de Vénasque ist eine Berghütte der Sektion Toulouse des Club Alpin Français in den Pyrenäen, die sich am Rande des Boum inférieur auf 2239 m Höhe befindet, am Fuße des Pic de Sauvegarde und unterhalb des Port de Vénasque, im Département Haute-Garonne in der Region Occitanie in Frankreich.

## Geschichte
Die Hütte wurde 1961 gebaut. Sie ist ein Ausgangspunkt für die Besteigungen des Pic de Sauvegarde, des Pic de la Mine, des Bec de Corbeau sowie des Pic de la Maladeta, der Monts Maudits und des Aneto. Von der Hütte sind Wanderungen und Skitouren möglich über dem HRP, dem Port de Vénasque, dem Rundgang auf dem Gipfel des Bergwerks, den Pics de Sauvegarde und Montagnette.

## Zugang
Die Hütte bietet 20 Plätze. Sie wird vom 15. Juni bis 15. September bewartet und im Winter stehen 12 Plätze zur Verfügung. Sie gehört der Sektion Toulouse des Club Alpin Français.
Sie ist von Luchon und Hospice de France aus über einen kurvenreichen Weg erreichbar, nachdem man eine Gletscherschleuse überquert hat. Die Boums du Port sind drei Seen, die nacheinander ineinander übergehen. Von Spanien aus über Benasque und das Tal von Esera.